# Wagna
Wagna è un comune austriaco di 5 491 abitanti nel distretto di Leibnitz, in Stiria; ha lo status di comune mercato (Marktgemeinde), con una fiorente economia agricola.

## Storia
Wagna si trova nell'area della romana Flavia Solva, che scomparve dalle cronache storiche successivamente ai tempi di Giustiniano perché completamente distrutta, nel corso del V secolo, probabilmente a opera dell'ampia coalizione di tribù germaniche guidata da Radagaiso nell'anno 405-406.
Il villaggio di Wagna rinacque nel Medioevo, rimanendo ad economia agricola fino alla prima guerra mondiale quando, nel periodo 1915-1918, nella frazione di Aflenz an der Sulm fu allestito dal governo austriaco un campo profughi in cui vennero internati circa 18.000 italiani e 1.600 sloveni dell'Istria e dell'Isontino. La spiccata provenienza istriana della popolazione del campo fu principalmente dovuta alla scelta del governo militare austriaco di sgomberare ed evacuare le zone circostanti al porto militare di Pola. Trattandosi di territori abitati prevalentemente da italiani, furono loro a subire maggiormente tale evacuazione forzata; molti furono i comuni interessati tra cui Pola, Dignano, Rovigno, Monfalcone, Gradisca d'Isonzo, ecc. Il campo era dotato di case e baracche, di un ospedale e di due scuole (dal 1917 fu in funzione anche una terza scuola, con lingua di insegnamento slovena) in modo da renderlo il più isolato possibile. Quasi tremila persone perirono a Wagna per le pessime condizioni igienico-sanitarie, tanto che fu costruito un cimitero a loro dedicato.
Durante la seconda guerra mondiale il  regime nazista decise di utilizzare le baracche del campo, riorganizzato e ingrandito, e crearvi il campo di lavoro Leibnitz-Graz, un campo satellite del Campo di concentramento di Mauthausen. Esso rimase in funzione per poco più di un anno, dal  9 febbraio 1944 fino al 2 aprile 1945. In quella data i prigionieri furono evacuati al campo satellite di Ebensee dove arrivarono solo il 18 aprile alla fine di una delle tante marce della morte a cui i detenuti furono così spesso costretti. I lavoratori coatti furono adibiti allo scavo di gallerie per conto della DESt (un'azienda di proprietà delle SS), nelle quali poi furono installate officine dove venivano assemblati aeroplani e parti di autocarro e di panzer per conto della Steyr-Daimler-Puch AG. Il campo ospitò un massimo di 655~711 prigionieri. Ben 70 furono i morti a causa delle barbariche condizioni igieniche, alimentari e abitative, per non parlare del trattamento disumano che kapo e guardie riservavano loro. Il campo di concentramento, che nei primi anni del dopoguerra fu riconvertito per ospitare i profughi tedeschi provenienti dall'est europeo, fu chiuso definitivamente solo nel 1953.